# F4F戰鬥機
F4F戰鬥機是美國海軍與海軍陸戰隊在二次世界大戰爆發之際最主要的艦載戰鬥機，他的暱稱野貓（Wild Cat）开启了格魯曼公司以貓作為戰鬥機暱稱的传统。该型战斗机也在英国皇家海军服役，被英国飞行员称为岩燕（Martlet）。由于大部分的F2A型因为战斗力低落而被F4F替换，该型战斗机是美国海军和海军陆战队在1941-1942年唯一可用的战斗机。日本的零式战斗机在速度，机动性和航程都强于F4F，然而依靠坚固的机身和正确的战术，F4F的击落比依旧可观。F4F在战斗中显露的问题在F6F地獄貓型解决，后期F4F在大型航空母艦上被更先进的F6F替换，大多改为部署在護航航空母艦上作為輔助用途。

## 歷史
美國海軍於1936年3月与格魯曼公司签订G-16原型機發展合約以作為新型艦載戰鬥機的原型機，軍用編號XF4F-1。這架原型機仍維持類似格魯曼生產的F3F战斗机的雙翼結構，在性能上遜於同時競標的布魯斯特公司F2A戰鬥機，而讓後者成為美國海軍第一種單翼艦載戰鬥機。美國海軍决定取消XF4F-1的合約，因此這架原型機並未進行任何試飛。
隨後格魯曼公司迅速展開設計修改，維持XF4F-1大致機身結構，將雙翼改為中單翼，發動機使用普惠R-1830-66雙黃蜂氣冷式發動機。雖然外型上有很大的差異，但這架新飛機的軍用編號依旧沿用前一架原型機，為XF4F-2。新一代原型機于1937年9月進行第一次試飛，雖然最大平飛速度有所提高，但仍然未能海軍的要求。當年12月XF4F-2移交美國海軍進行評估，在測試的過程當中不斷發生問題，直到1938年4月於模擬航空母艦降落時發動機停机而墜毀。由於這一次的意外，海軍決定採用F2A戰鬥機。
但海军没有失去对XF4F-2的兴趣並且授權格魯曼繼續研發。XF4F-2的修改設計將發動機改為出力更大的R-1830-76，配合兩級兩速機械增壓器，翼端改為方型并加長翼展，新的機身在加長的同時也增加了强度，螺旋槳自先前的兩葉換為三葉設計。終於讓XF4F-3達到533.6公里／時的最大飛行速度，通过480公里／時的最低要求。在發動機整流罩兩側各有一挺0.30英吋機槍，機翼兩邊各一挺0.50英吋機槍作为武装。
美國海軍对XF4F-3的性能表示满意并在1939年8月訂購第一批54架訂單，量产版將發動機整流罩的機槍取消，機翼兩側各增加兩挺0.50機槍，F4F-3没有裝甲與自封油箱。第一批量產型於1940年12月遞交海軍VF-4中隊，而野貓的暱稱則是在1941年10月正式被官方認可使用。

## 設計特點

### 機身結構
F4F為全金屬半硬殼，機身蒙皮以铆釘接合。中單翼內有兩條主樑，方形翼端，翼剖面採用NACA 23015系列。收起位於機身兩側機翼前緣下方的起落架需要人力轉動位於座艙中的一個搖臂轉盤29圈，尾輪為固定式，不可伸縮。飛行員座艙為密閉式，位於機翼的中央，在機翼下方兩側各有一個觀測窗。

### 動力
美國海軍與海軍陸戰隊使用的野貓都是採用普惠的R-1830系列發動機，除了F4F-3A採用一級兩速增壓器以外，其餘都是兩級兩速。
外銷到英國的FM-1仍然使用R-1830，FM-2改用萊特公司R-1820系列發動機。

### 武裝
F4F-3在機翼上裝有共四挺0.50英吋機槍，F4F-4增加為6挺同樣口徑的機槍。至FM-2時改為四挺.50機槍

## 主要生產次型

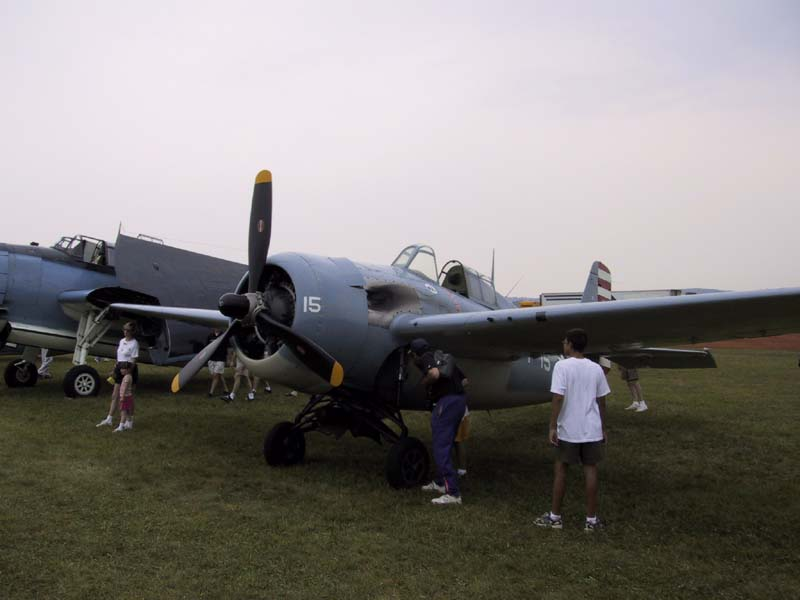
F4F正面

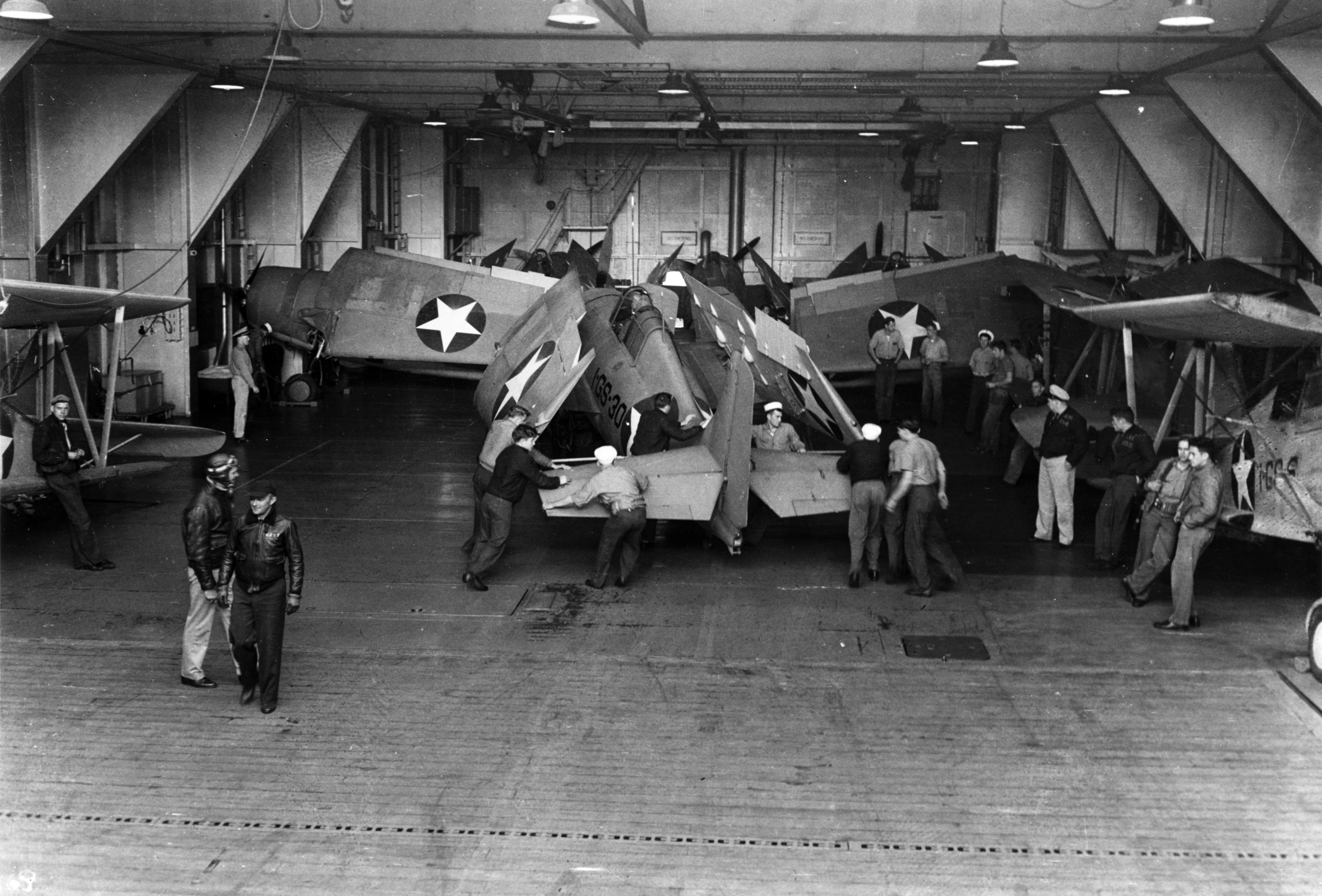
1942年在長島號護航航母中的F4F

### F4F-3
這是野貓的第一種量產型，第一架於1940年2月進行首次飛行，總共生產285架。

### F4F-3A
外銷型，大部分硬體承襲F4F-3，惟發動機被換為僅有一級兩速機械增壓器的R-1830-90，性能劣於原版。F4F-3A生產時間自1941年3月至5月，總共生產95架，這批飛機原先是為希臘準備，但是在希臘投降後，運輸至途中的F4F-3A轉交給英國，其它則由美國留用。

### F4F-4
野貓主要量產型，1941年11月起量產配發部隊，至1943年5月停產，共生產1,169架，也是第一款裝有機翼摺疊裝置的野貓。
F4F-4將機翼機槍從4挺增加為6挺，代價是每挺機槍的配賦彈藥減少（從原本的450發降為240發），因此飛行員射擊時間從34秒減為20秒。增加火力的構想是英國皇家海軍的建議，但是美國海軍飛行員則不喜歡這個主意，美軍王牌飛行員約翰·薩奇的看法是：如果用4挺機槍打不到敵機，用8挺機槍一樣打不到。增加機槍數量意味著機體呆重提升，加上機翼摺疊裝置的重量，使得該型野貓的飛行性能更加惡化。不過，航艦指揮官著眼於配備機翼摺疊設備後的野貓戰鬥機搭載量將是從前的1.5倍，因此F4F-4仍然成為了美軍海軍航空隊的主力戰鬥機。

### F4F-7
偵察改裝型，拆除機翼摺疊裝置、裝甲、機槍，以固定式機翼搭配機翼整體油箱，較以往的F4F增加了555加侖（2,101公升）燃料酬載，飛機攜帶燃油總共為700加侖（2,650公升），航程可達3,700英里（5,955公里）。本型僅生產了21架。

### FM-1
因為格魯曼廠區要轉換量產F6F地獄貓戰鬥機，但後方單位與護衛航空母艦仍然有野貓式的需求，野貓式機體較緊緻，總重較輕，不需彈射器即可起飛。適合收納空間較狹隘，且起飛甲板長度較短的護衛航空母艦，即使空戰能力非屬頂尖，但對抗軸心國海上巡邏機與潛艦也綽綽有餘。格魯曼將生產資料轉給通用汽車公司，由該公司繼續量產野貓。
FM-1將機翼機槍減回4挺，但增加了2個250磅炸彈挂點與6條空射火箭發射軌。第一架FM-1於1942年8月試飛，1942年9月量產，1943年12月停產，總共生產1151架。901架FM-1提供美國海軍、311架提供給英國皇家海軍。

### FM-2
通用汽車以XF4F-8原型機為基礎量產的野貓式，1943年9月開始量產，1945年5月停產，總共生產4,777架。FM-2換裝動力強化的R-1820-56發動機（1,350匹馬力），增大尾翼對抗動力增加後的扭矩，並比FM-1減重240公斤，配合提高出力的引擎，有效改善原先較差的速度與爬升性能。

### 岩燕MK I
法國在1940年野貓量產前，就決定採購其作為貝亞恩號航空母艦與霞飛級航空母艦的艦載機，當時訂購了81架，但因為美國政府禁止輸出一級二速機械增壓器，因此只能換用配備一級一速增壓器的R-1820-G205A發動機，輸出功率同樣為1200匹馬力，但高空性能相比美國原版較弱。法國投降後，這批飛機由英國承接訂單，運達英國後由布萊克本飛機公司改造符合皇家海軍需求。
岩燕MK I除了引擎外，因為最初為外銷訂單，故配合法國飛行員的訓練而修改了部分設備。除了法製無線電與瞄具，武器更換為德爾納機槍，最大的不同是節流閥，法國要求節流閥朝飛行員方向扳是提高輸出，與英美等國不同。
英國將法國特規的硬體重新修改回英美慣用硬體，原本英國希望將無線電換為英國產品，但是英軍了解到美製無線電品質更好，故放棄這個構想，僅在這型戰機上配備英製瞄具與英製彈射器支援硬體。機翼機槍也換回了12.7公厘重機槍。岩燕MK I在1940年8月服役，因為沒有機翼折疊裝置，故未配備至航空母艦艦載機單位，主要配發至英國皇家海軍第804海軍航空中隊，駐地奧克尼哈慈頓航空站。這批飛機首次空戰勝利在1940年12月25日，2架岩燕MK I共同擊落1架襲擾斯卡帕灣的Ju 88轟炸機
除了法國的81架，比利時在1940年也訂購了類似法國的外銷型，在比利時投降後同樣由英國接單，這批岩燕MK I總數為91架，稍後更名為野貓MK I。

### 岩燕MK II
除了法國訂購野貓，英國後來也跟進採購了100架，稱為岩燕MK II（G-36B）。G-36B主要架構仍是F4F-3，英國人選擇了普惠R-1830-S3C4-G發動機，該發動機配備與美軍同等規格之一級二速機械增壓器，原先這個規格導致它在美國政府審核中決定延後交機，但也因此岩燕MK II得以整合F4F-4的摺疊機翼裝置。
岩燕MK II有兩種型號，最初交機的10架沒有機翼摺疊裝置，後續的訂單因修改合約，延後到1941年8月起才交機，後續批次有機翼摺疊裝置，得以部署在升降電梯較狹窄的光輝級航空母艦。除此之外岩燕MK II較F4F-3有更大的尾輪、裝甲、自封油箱，同樣的整合英製彈射器支援硬體。據飛機與武裝實驗機構測試數據，岩燕MK II標準重量3,333.9公斤（7,350磅），極速時速471.5公里（293英里）／1,645公尺（5,400英尺）、4,200公尺（13,800英尺）飛行表現，爬升速度在飛機重量為最佳為每分鐘591公尺（1940英尺），該數據為飛機重3,533公斤（7,790磅）爬升至2,316公尺（7,600英尺）的情況，若爬升至6,000公尺（20,000英尺）需12.5分鐘，升限則是9,448公尺（31,000英尺）。
具有摺疊機翼的90架岩燕MK II當中，有36架運至英國本土、54架撥交給遠東部隊。在英國本土的岩燕MK II主要由英國皇家海軍第802海軍航空中隊運用，它們以零散數量配給護航航空母艦，為船團提供制空戰力。第一艘得到這架戰機的航艦為大膽號護航航空母艦，這艘航艦無機庫，只露天放置6架岩燕MK II。
大膽號的任務在1940年9月開始，首航任務是護航船隊至直布羅陀，這次任務中，岩燕MK II在9月21日擊墜一架Fw-200巡邏機。第二次締造空戰勝利的紀錄是在大膽號於10月底的開向直布羅陀的第三次護航任務，該次任務擊落了4架Fw-200巡邏機。大膽號則在第四次任務中遭到U艇擊沉，但是只要少量戰機便能讓德軍無功而返，讓英國軍方高層對這架戰機的性能與護衛航艦的能力更有信心。
本型機稍後更名為野貓MK II。

### 岩燕MK III
因為1940年11月義大利入侵希臘，美國允許希臘採購40架F4F-3A，但是當這批野貓才運到直布羅陀之際，希臘已在1941年4月投降。因此飛機全數撥交給直布羅陀防衛部隊使用，稍後更名為野貓MK III。

### 岩燕MK IV
援引租借法案採購的F4F-4，總計220架，稍後更名為野貓MK IV。這批戰機主要部署在英軍的正規航艦上。其中有5架在運輸中損失（FN205、FN206、FN207、FN240、FN205）
岩燕MK IV配備R-1820-40B發動機，具有較緊湊且流線的整流罩。英方的測試報告表示岩燕MK IV標準飛行重量3,333.9公斤（7,350磅），高度1,000公尺（3,400英尺）時極速447公里（278英里）；高度4,450公尺（14,600英尺）極速479.8公里（298英里）。爬升速度在飛機重量為3,333.9公斤時最佳為每分鐘481.5公尺（1,580英尺），爬升高度1,889公尺（6,200英尺）；若爬升至6,000公尺（20,000英尺）需14.6分鐘，升限則是9,174公尺（30,0100英尺）。

### 岩燕MK V
援引租借法案採購的FM-1，共生產312架。在1944年1月英軍決定保留向美國採購的飛機稱呼，更名為野貓MK V。

### 野貓MK VI
援引過租借法案採購的FM-2，主要客戶為英國空軍部，共生產340架。

## 使用國家與作戰
除了美國以外，F4F在1940年初有三國訂購，最後因為法國投降因此訂單皆由英國承接，使得F4F最後僅有兩國使用。
英國在大戰初期性能較為優異的艦上戰鬥機，英國給予的名稱有岩燕（Martlet）與野貓。
當珍珠港受到攻擊的時候，美國總共有131架野貓分屬於海軍和海軍陸戰隊的11個中隊下，其中又只有企業號航空母艦麾下的VF-6中隊全面配備野貓，攻擊當時企業號正將一部分的F4F-3A送往威克島。位於瓦胡島的11架野貓在地面被摧毀9架。
F4F第一次嶄露頭角是在12月8日日本攻擊威克島的行動當中，擔任防衛的海軍陸戰隊VMF-211中隊在蒙受重大打擊與面對高性能零式戰機的威脅下，不僅擊落日本企圖轟炸威克島的轟炸機，還將如月號（Kisaragi）驅逐艦擊沉，迫使日軍終止攻擊並撤退。
由於同期服役的另一款F2A戰鬥機被證明完全無法對抗日軍戰機，野貓式成為了1942年到1943年初海軍最主要的空戰力量，與同時期的對手日本海軍零式艦上戰鬥機相比，F4F在迴轉半徑、低速性能上劣於零戰，難以在纏鬥中與之抗衡；但F4F也有著結構強韌、火力強大、俯衝性能較佳等優勢。隨著戰鬥經驗的增加，美軍也開發出適於F4F的標準戰術──避免格鬥、盡量進行一擊脫離式的俯衝攻擊、並要求飛行員組成相互支援的雙機編隊（薩奇剪），與零戰形成勢均力敵之勢。野貓遠勝零式的裝甲還帶給美軍另一個潛在優勢──它讓更多的美軍飛行員能夠平安的返回基地與母艦，對於F4F來說挽救不少生命並能夠提高他們的生存率及吸取戰鬥經驗，進而為美國在太平洋上的中後期戰爭中培養出新一代王牌飛行員並且打開了勝利之路，同時拖垮人力資源匱乏的日軍。
F4F在大戰初期最有名的空戰紀錄之一發生於1942年2月20日，當時美國海軍派出企業號與約克鎮號兩艘航艦攻擊日本位於馬紹爾與吉柏特群島的基地，同時以列星頓號航艦攻擊拉布爾的日軍基地，列星頓號航艦麾下VF-3中隊的艾德華 H.「平頭」歐海爾（Edward H. "Butch" O'Hare）海軍上尉在5分鐘之內以他駕駛的野貓擊落5架日本海軍一式陸上攻擊機，不僅阻止航艦受到攻擊的可能，也讓他在該次空戰中成為王牌飛行員，稍後並且獲得美國軍人最高榮譽的國會榮譽勳章。1943年歐海爾不幸作戰身亡，芝加哥的歐海爾國際機場就是為了紀念他而更名。

## 流行文化

### 電子遊戲
- 《戰爭雷霆》
- 《應徵入伍》

## 外部連結
- WW2DB: F4F野貓戰鬥機（页面存档备份，存于）（英文） *Grumman F4F Wildcat（页面存档备份，存于） （英文）
- The Grumman F4F Wildcat - USA（页面存档备份，存于） （英文）
- F4F Wildcat（页面存档备份，存于） （英文）
- Grumman F4F-3 'Wildcat' （英文）
- Grumman F4F Wildcat（页面存档备份，存于） （英文）
- F4F "Wildcat" Fighters （英文）
- Grumman F4F Wildcat（页面存档备份，存于） （英文）